# Дорошенко, Пётр Варфоломеевич
Петр Варфоломе́евич Дороше́нко — протоиерей, священномученик, местночтимый святой Украинской Православной Церкви.

## Биография
Родился 5 августа 1882 года в Чугуеве Харьковской губернии.
В сан посвящён в 1905 либо 1906 году.
Служил в предместье Чугуева Преображенка в обновленческом храме иконы Божией Матери «Всех скорбящих радость», так как перешёл из РПЦ в обновленческую т. н. «церковь».
23 декабря (по другим данным, 28 декабря) 1937 года арестован и приговорен к расстрелу. Расстрелян 17 января 1938 года в Харькове.

## Семья
Первая семья (в составе Русской Православной Церкви):
- жена — Марфа Петровна Дорошенко, 1886 г.р.;[2]
- дети: Николай 1906 г.р., Виктор 1910 г.р., Георгий 1912 г.р.[2]

Вторая семья (в составе обновленческой «церкви»):
- жена — Анна, 1900 г.р.;[1]
- дети — Раиса, 1921 г.р., Анна,1926 г.р.[3][4][5][1]

## Канонизация
22 июня 1993 года Определением Священного Синода Украинской Православной Церкви принято решение о местной канонизации подвижника в Харьковской епархии, в Соборе новомучеников и исповедников Слободского края (день памяти — 19 мая (1 июня)).
Чин прославления подвижника состоялся во время визита в Харьков 3-4 июля 1993 года Предстоятеля Украинской Православной Церкви Блаженнейшего Митрополита Киевского и всея Украины Владимира, в кафедральном Благовещенском соборе города.